# تاكافومي ماتسودا
تاكافومي ماتسودا (باليابانية: 松田隆文؛ بالكانا: まつだ たかふみ) هو متسابق دراجات هوائية ياباني، ولد في 18 ديسمبر 1951.

## وصلات خارجية
- تاكافومي ماتسودا على موقع أوليمبيديا (الإنجليزية)